# Tamil Cadets Club
El Tamil Cadets Club, conocido como Cadets Club, es un equipo de fútbol de Mauricio que juega en la Tercera División de las Islas Mauricio, la tercera liga de fútbol en importancia en el país.

## Historia
Fue fundado en la ciudad de Quatre Bornes con el nombre Hindu Cadets, el cual cambiaron en el año 1984 por el nombre actual. Han sido campeones de la Liga Premier de las islas Mauricio en cuatro ocasiones y la Copa de Mauricio una vez.
A nivel internacional han participado en 2 torneos continentales, siendo el primer equipo de Mauricio en competir en un torneo organizado por la Confederación Africana de Fútbol, donde su mejor participación ha sido en la Recopa Africana 1995, en la cual fue eliminado en la segunda ronda por el Young Africans SC de Tanzania.

## Palmarés
- Liga Premier de las islas Mauricio: 4

1975, 1976/77, 1978/79, 1985/86
- Copa de Mauricio: 1

1988

## Participación en competiciones de la CAF
| Temporada | Torneo                            | Ronda      | Club                | Casa | Visita | Global  |
| --------- | --------------------------------- | ---------- | ------------------- | ---- | ------ | ------- |
| 1987      | Copa Africana de Clubes Campeones | Preliminar | Mbabane Highlanders | 3-2  | 1-2    | 4-4 (a) |
| 1995      | Recopa Africana                   | 1          | Matlama FC          | 3-1  | 1-2    | 4-3     |
| 1995      | Recopa Africana                   | 2          | Young Africans SC   | 1-1  | 1-3    | 2-4     |

## Jugadores destacados
- Vivían Pierre-Louis[1]